# Lena Klenke

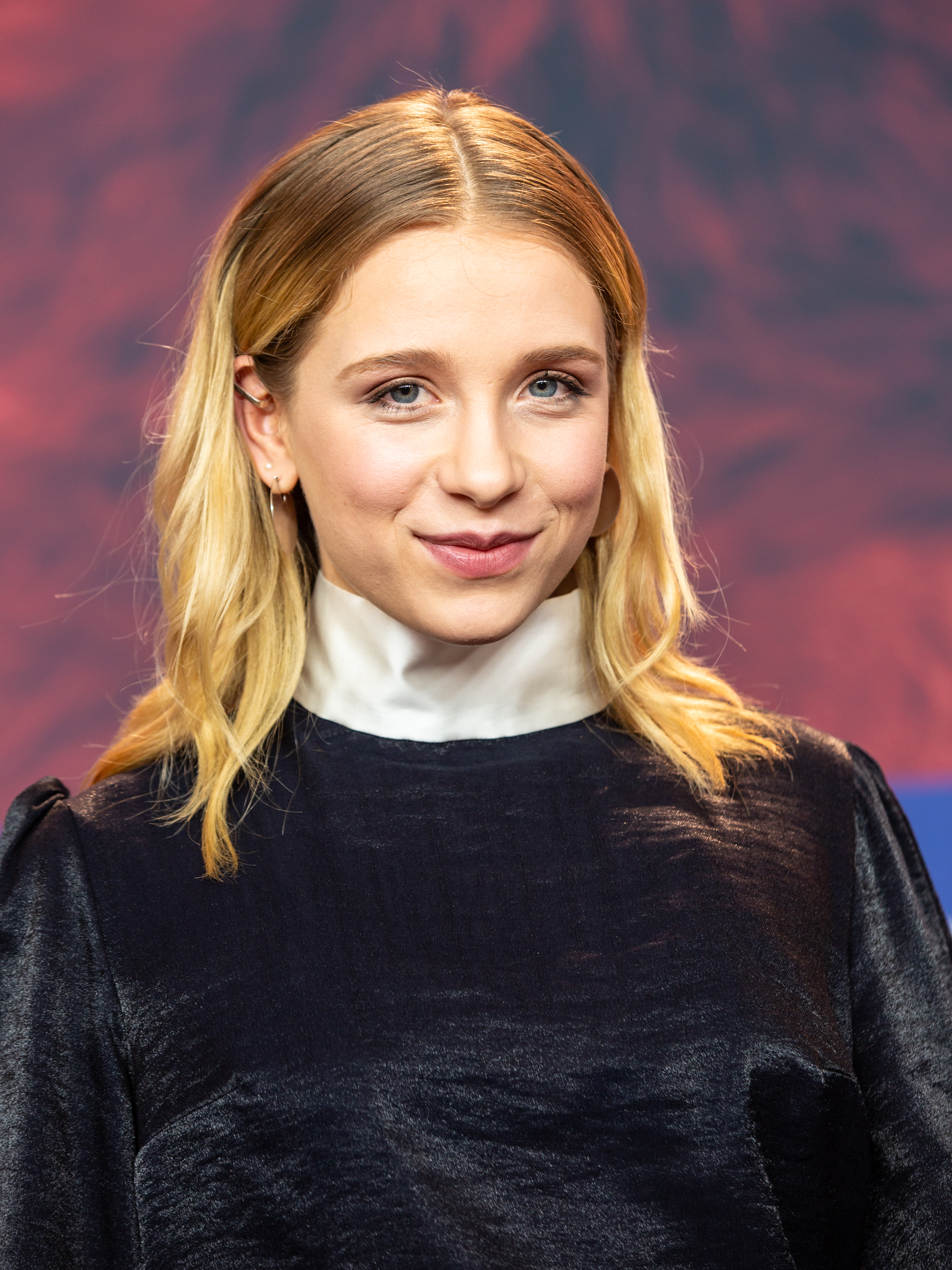
Lena Klenke, 2018

Anna Lena Klenke (* 25. Dezember 1995 in München) ist eine deutsche Schauspielerin.

## Leben und Schaffen
Ihr Debüt gab Lena Klenke im Alter von 13 Jahren in dem 2010 mit dem Hessischen Filmpreis ausgezeichneten Film Das letzte Schweigen von Baran bo Odar. Bekannt wurde sie durch ihre Rollen in den erfolgreichen Kinofilmen Fack ju Göhte 1–3 (2013, 2015 und 2017), in denen sie das Mädchen Laura Schnabelstedt spielt. Außerdem wirkte sie 2015 in Becks letzter Sommer von Frieder Wittich und in Sebastian Schippers vielfach preisgekröntem Film Victoria mit.
Sie legte im Jahr 2014 am Carl-von-Ossietzky-Gymnasium Berlin ihr Abitur ab und nahm im Anschluss ein Soziologie-Studium auf.
Es folgten Kinofilme wie 2017 Rock My Heart – Mein wildes Herz von Hanno Olderdissen und 2018 Das schweigende Klassenzimmer von Lars Kraume.
Seit Mai 2019 ist Klenke in der Netflix-Serie How to Sell Drugs Online (Fast) in einer der Hauptrollen zu sehen.
Im Hörspiel Grëul von Stuart Kummer und Edgar Linscheid übernahm sie ab Oktober 2022 in beiden Staffeln die Rolle der Swintha.
2023 spielte Klenke die Hauptrolle im Musikvideo sowas von da (hellwach) des Rappers Casper.

## Filmografie

### Fernsehserien
- 2014: Letzte Spur Berlin – Hunger
- 2015: SOKO Leipzig – Bewegliche Ziele
- 2015: Notruf Hafenkante – Fremde Heimat
- 2015: Lena Fauch – Du sollst nicht töten
- 2016: Unser Traum von Kanada: Sowas wie Familie
- 2017: Babylon Berlin
- 2019: 8 Tage
- 2019–2025: How to Sell Drugs Online (Fast)
- 2020: Drinnen – Im Internet sind alle gleich
- 2020: Ehrenpflegas
- 2021–2023: Loving Her
- 2021: Blackout
- 2023: Die nettesten Menschen der Welt
- 2023: Das Fest der Liebe
- 2024: Die Zweiflers (Miniserie)

### Fernsehfilme
- 2013: Komasaufen
- 2014: Tatort: Das verkaufte Lächeln
- 2015: Zwei Familien auf der Palme
- 2015: Die Neue
- 2015: Die Klasse – Berlin ’61
- 2016: Tatort: Fünf Minuten Himmel
- 2018: Tatort: Damian
- 2019: Ottilie von Faber-Castell – Eine mutige Frau
- 2020: Das Mädchen am Strand
- 2021: Immer der Nase nach
- 2023: Flunkyball
- 2024: Perfect Match

### Kino
- 2010: Das letzte Schweigen
- 2013: Fack ju Göhte
- 2015: Victoria
- 2015: Fack ju Göhte 2
- 2017: Rock My Heart – Mein wildes Herz
- 2017: Fack ju Göhte 3
- 2018: Das schweigende Klassenzimmer
- 2020: Kokon

### Kurzfilme
- 2014: So schön wie Du
- 2019: Hot Dog